# 皮卡薩山脈
40°40′48″N 1°48′46″W / 40.68000°N 1.81278°W

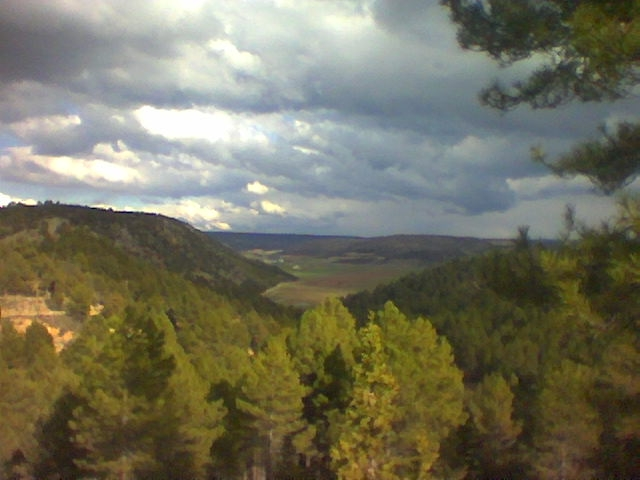

皮卡薩山脈（西班牙語：Montes de Picaza）是西班牙的山脈，位於卡斯蒂利亞-拉曼恰自治區的瓜達拉哈拉省東南部，屬於伊比利亞山脈的一部分，最高點海拔高度1,466米。